# Solomys spriggsarum
Solomys spriggsarum är en utdöd gnagare som beskrevs av Tim Flannery och Wickler 1990. Solomys spriggsarum ingår i släktet Solomys och familjen råttdjur. Inga underarter finns listade i Catalogue of Life.
Kvarlevor av arten hittades i en grotta på ön Buka som tillhör Solomonöarna.